# Модри Камень
Модри Камень (словац. Modrý Kameň) — місто, громада округу Вельки Кртіш, Банськобистрицький край, центральна Словаччина, регіон Новоград. Кадастрова площа громади — 19,64 км².
Населення 1597 осіб (станом на 31 грудня 2017 року).

## Історія
Модри Камень вперше згадується в 1290 році.

## Населення
| Рік:            | 1994. | 2004.   | 2014.    | 2024.   |
| --------------- | ----- | ------- | -------- | ------- |
| Кількість осіб: | 1437  | 1459    | 1615     | 1630    |
| Різниця:        |       | +1,53 % | +10,69 % | +0,92 % |

| Рік:            | 2023. | 2024.   |
| --------------- | ----- | ------- |
| Кількість осіб: | 1659  | 1630    |
| Різниця:        |       | -1,74 % |

## Уродженці
- Ян Фекете (* 1945) — словацький учитель, прозаїк, поет, редактор і публіцист, автор художніх книжок для дітей та молоді.